# John B. Lowe
John B. Lowe ist ein kanadischer Schauspieler, Filmproduzent, Filmregisseur, Drehbuchautor, Filmeditor und Schauspiellehrer.

## Leben
Lowe ist seit 1989 als Schauspiellehrer tätig. Er war zehn Jahre lang Direktor für Schul- und Gemeinschaftsprogramme bei Prairie Theatre Exchange und vier Jahre lang künstlerischer Leiter des St. Albert Children’s Theatre. Er unterrichtete Theater- und Filmschauspiel unter anderem an der University of Manitoba, der University of Alberta, dem Citadel Theatre, dem Sunshine Theatre, dem Western Canada Theatre Centre, der Okanagan School of the Arts oder auch an der CATO. Er ist Dozent der Theater- und Filmfakultät an der University of Winnipeg.
Seit Mitte der 1980er Jahre tritt Lowe als Schauspieler in Fernseh- und Filmproduktionen in Erscheinung. Von 1999 bis 2000 verkörperte er in der Fernsehserie Nothing Too Good for a Cowboy die Rolle des Rupert Mowat. 2000 stellte er in der Komödie Das ultimative Weihnachtsgeschenk die Rolle des Weihnachtsmann dar. Ab den 2000er Jahren schuf er erste Filme, überwiegend Kurzfilme, in Eigenregie. 2006 war er im Katastrophenfernsehfilm Eiskalt wie die Hölle in der Rolle des Dr. Aldaron und im Krimi Mord in der Luxusvilla als Gary zu sehen. Von 2009 bis 2011 mimte er die Rolle des William Eastman in der Fernsehserie Cashing In. 2011 hatte er in Lucky Christmas – Ein Hauptgewinn zu Weihnachten eine Nebenrolle inne. Von 2012 bis einschließlich 2015 stellte er in 19 Episoden der Fernsehserie Tiny Plastic Men die Rolle des Mr. Gottfried dar. 2014 spielte er die Rolle des Richter Mckenna in Reasonable Doubt. 2019 stellte er in Christmas at the Plaza – Verliebt in New York die Rolle des Franklin Collins dar.
Als Theaterschauspieler wirkte er an verschiedenen Theatern mit.

## Filmografie (Auswahl)

### Schauspiel
- 1987: Just My Luck!
- 1989: Schrei am Abgrund (Small Sacrifices, Miniserie)
- 1992: Hollywood Babylon (Fernsehserie, 2 Episoden, verschiedene Rollen)
- 1993: Absturz in die weiße Hölle (Ordeal in the Arctic, Fernsehfilm)
- 1998: Millennium – Fürchte deinen Nächsten wie Dich selbst (Millennium, Fernsehserie, Episode 2x19)
- 1998: Akte X – Die unheimlichen Fälle des FBI (The X-Files, Fernsehserie, Episode 5x18)
- 1998: Die Schreckensfahrt der Orion Star (Voyage of Terror, Fernsehfilm)
- 1998: Heart of the Sun
- 1998: Auf dem Rasen ist die Hölle los (Golf Punks)
- 1998: Dead Man's Gun (Fernsehserie, Episode 2x06)
- 1999: Jake and the Kid (Fernsehserie, Episode 2x06)
- 1999: Zugfahrt ins Jenseits (Atomic Train, Fernsehfilm)
- 1999: Die neue Addams Familie (The New Addams Family, Fernsehserie, Episode 1x60)
- 1999: Poltergeist – Die unheimliche Macht (Poltergeist: The Legacy, Fernsehserie, 2 Episoden)
- 1999–2000: Nothing Too Good for a Cowboy (Fernsehserie, 9 Episoden)
- 2000: Die Linda McCartney Story (The Linda McCartney Story, Fernsehfilm)
- 2000: Jack: Der beste Affe auf dem Eis (MVP: Most Valuable Primate)
- 2000: First Wave – Die Prophezeiung (First Wave, Fernsehserie, Episode 3x01)
- 2000: Immortal – Der Unsterbliche (The Immortal, Fernsehserie, Episode 1x05)
- 2000: Das ultimative Weihnachtsgeschenk (The Ultimate Christmas Present, Fernsehfilm)
- 2000: The Operative – Der Killer (The Operative)
- 2001: Beggars and Choosers (Fernsehserie, Episode 2x20)
- 2001: Flammenhölle Las Vegas (Trapped, Fernsehfilm)
- 2001: American High – Hier steigt die Party! (Now What (USA) / The Sausage Factory (Kanada), Fernsehserie, Episode 1x11)
- 2002: Schlappschuss 2 – Die Eisbrecher (Slap Shot 2: Breaking the Ice)
- 2002: Talking to Heaven (Living with the Dead, Fernsehfilm)
- 2002: Shadow Realm (Fernsehfilm)
- 2002: Night Visions (Fernsehserie, Episode 1x13)
- 2002: Taken (Miniserie, Episode 1x05)
- 2002: Atomalarm in San Francisco (Critical Assembly, Fernsehfilm)
- 2003: Auf kalter Spur  (Cold Squad, Fernsehserie, Episode 6x12)
- 2004: The Chris Isaak Show (Fernsehserie, Episode 3x02)
- 2004: The Goodbye Girl (Fernsehfilm)
- 2004: Butterfly Effect (The Butterfly Effec)
- 2006: Eiskalt wie die Hölle (Absolute Zero, Fernsehfilm)
- 2006: Saved (Fernsehserie, Episode 1x10)
- 2006: Fido – Gute Tote sind schwer zu finden (Fido)
- 2006: Mord in der Luxusvilla (The Secrets of Comfort House, Fernsehfilm)
- 2006: Art Ephemeral (Kurzfilm)
- 2008: Night Travellers (Kurzfilm)
- 2008: Less Than Kind (Fernsehserie, Episode 1x06)
- 2009: The Hessen Affair
- 2009: Das Haus der Dämonen (The Haunting in Connecticut)
- 2009–2011: Cashing In (Fernsehserie, 14 Episoden)
- 2010: Keep Your Head Up, Kid: The Don Cherry Story (Miniserie, Episode 1x02)
- 2010: Shadow Island Mysteries (Miniserie, Episode 1x01)
- 2010: Locked Down
- 2011: Faces in the Crowd
- 2011: Lucky Christmas – Ein Hauptgewinn zu Weihnachten (Lucky Christmas, Fernsehfilm)
- 2012: We Were Children
- 2012: Silent Night
- 2012: Disappeared (Kurzfilm)
- 2012–2015: Tiny Plastic Men (Fernsehserie, 19 Episoden)
- 2013: Mr. Hockey (Fernsehfilm)
- 2013: Euphoria
- 2013: Hunting Season
- 2014: Reasonable Doubt
- 2014: Den Himmel gibt’s echt (Heaven Is for Real)
- 2014: The Pinkertons (Fernsehserie, Episode 1x03)
- 2015: Steel
- 2015: A Fly Flew Over (Kurzfilm)
- 2016: Wait Till Helen Comes
- 2016: A Dream of Christmas (Fernsehfilm)
- 2017: Room for Rent
- 2017: The Trench – Das Grauen in Bunker 11 (Trench 11)
- 2017: Juliana & the Medicine Fish
- 2017: Snowed-Inn Christmas (Fernsehfilm)
- 2017: Christmas Connection (Fernsehfilm)
- 2018: Burden of Truth (Fernsehserie, 2 Episoden)
- 2019: Nikola Tesla and the End of the World (Fernsehserie, 5 Episoden)
- 2019: Two Turtle Doves (Fernsehfilm)
- 2019: Radio Christmas (Fernsehfilm)
- 2019: Christmas at the Plaza – Verliebt in New York (Christmas at the Plaza, Fernsehfilm)
- 2020: Tales from the Hood 3
- 2020: The Corruption of Divine Providence
- 2020: Die magische Weihnachtshochzeit (Let's Meet Again on Christmas Eve, Fernsehfilm)
- 2020: A Christmas Mission (Fernsehfilm)
- 2021: Ann Rule's A House on Fire (Fernsehfilm)
- 2021: Cinema of Sleep
- 2021: Flag Day
- 2021: Crashing Through the Snow (Fernsehfilm)
- 2021: A Kiss Before Christmas (Fernsehfilm)
- 2021: 'Tis the Season to be Merry (Fernsehfilm)
- 2022: Skymed (Fernsehserie, 6 Episoden)
- 2022: Perfect Harmony

### Produktion
- 2000: Windows of White (Kurzfilm)
- 2001: With a B (Kurzfilm)
- 2006: Art Ephemeral (Kurzfilm)
- 2015: Dark Forest
- 2015: A Fly Flew Over (Kurzfilm)
- 2020: W(or)K (Kurzfilm)
- 2022: Reconciled (Kurzfilm)

### Regie
- 2000: Windows of White (Kurzfilm)
- 2001: With a B (Kurzfilm)
- 2015: A Fly Flew Over (Kurzfilm)
- 2018–2019: Unentdeckt – Mörder unter uns (In Plain Sight, Fernsehdokuserie, 4 Episoden)
- 2020: W(or)K (Kurzfilm)
- 2022: Reconciled (Kurzfilm)

### Drehbuch
- 2000: Windows of White (Kurzfilm)
- 2001: With a B (Kurzfilm; auch Filmschnitt)
- 2006: Art Ephemeral (Kurzfilm)
- 2015: A Fly Flew Over (Kurzfilm; auch Filmschnitt und Kamera)
- 2020: W(or)K (Kurzfilm)
- 2022: Reconciled (Kurzfilm; auch Filmschnitt)

## Theater (Auswahl)
- The Secret Mask, Prairie Theatre Exchange
- The Savannah Disputation, Prairie Theatre Exchange
- Having Hope At Home, Prairie Theatre Exchange
- Here On The Flight Path, Sunshine Theatre
- For The Pleasure of Seeing Her Again, Sunshine Theatre
- The Drawer Boy, Sunshine Theatre
- An Inspector Calls, The Chemainus Theatre
- Measure For Measure, The Citadel Theatre
- Love And Anger, The Citadel Theatre
- Dear SantaOver The River, The Citadel Theatre
- Through The Woods, The Citadel Theatre